# Shimanto (comune)
Shimanto (四万十町?) è una cittadina giapponese della prefettura di Kōchi.